# Théodore Cornut
Pour les articles homonymes, voir Cornut.

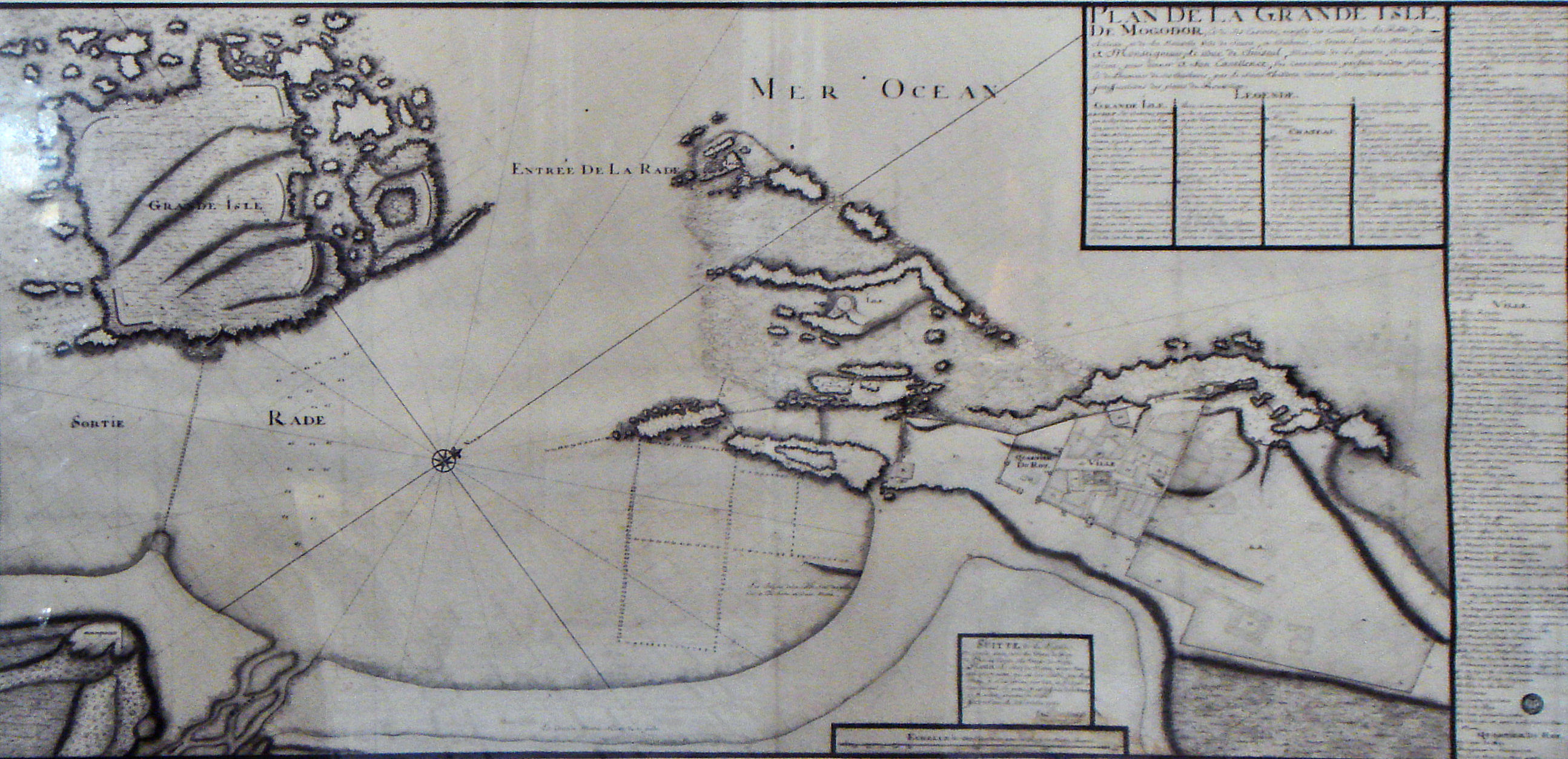
Carte de la baie d'Essaouira par Théodore Cornut en 1767.

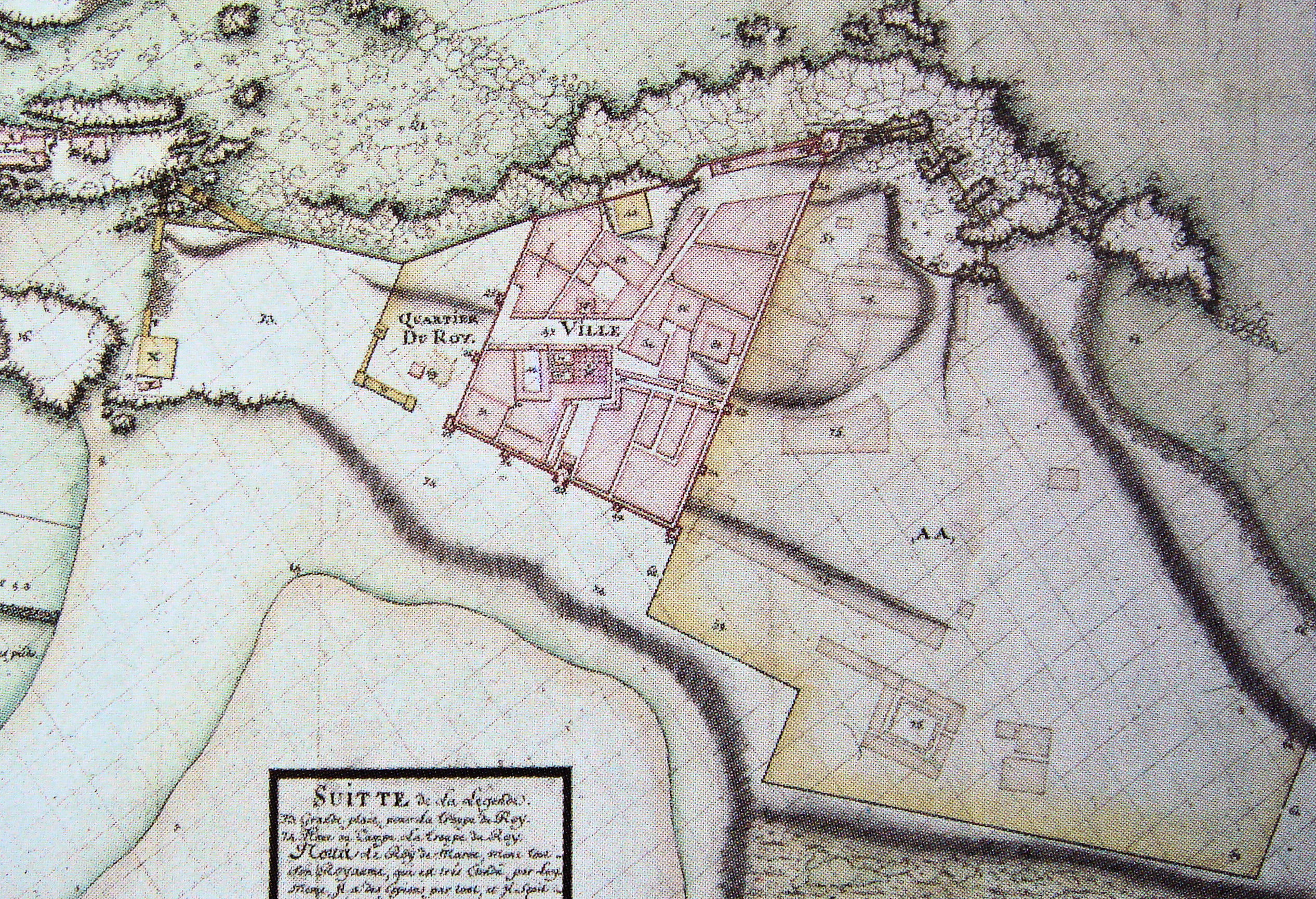
Carte d'Essaouira par Théodore Cornut.

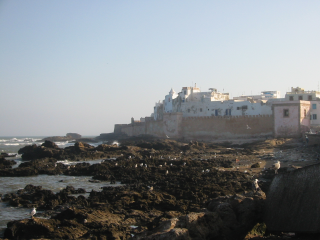
Théodore Cornut/Cournut réalise les quartiers royaux et princiers de la kasbah d'Essaouira ancienne Mogador.

Nicolas Théodore Cornut ou Cournut, est un mathématicien, géomètre et architecte français, né à Avignon au XVIIIe siècle.

## Biographie
Nicolas Théodore Cornut ou Cournut a d'abord travaillé comme architecte pour la construction des fortifications militaires dans le Roussillon. Il est ensuite entré au service de la Couronne d'Angleterre et a participé à la guerre de Sept Ans.
En 1765, le sultan alaouite Sidi Mohammed Ben Abdallah désira fonder une véritable ville portuaire sur l'ancien comptoir portugais de Mogador. Ce sultan demanda alors à un ingénieur français captif[réf. souhaitée], Nicolas Théodore Cornut, qui vivait à Gibraltar et avait travaillé pour le roi de France Louis XV, de lui dessiner une nouvelle ville. Théodore Cornut s'inspira donc de la ville portuaire de Saint-Malo pour créer la nouvelle Essaouira avec son plan en quadrilatère, encore visible aujourd'hui. Avec son plan très régulier, la ville prit son nom actuel d'Es Saouira, qui signifie « la Bien-Dessinée »[réf. souhaitée]. Théodore Cornut conçut et construisit les quartiers royaux dans la zone de la kasbah formant la ville actuelle. Il travailla trois ans à édifier le port et la kasbah, dont le plan original est conservé à la Bibliothèque nationale de France à Paris. Ces remparts sont aussi appelés le "Saint-Malo marocain". Ce monument est constitué d’une plate-forme avec des créneaux à deux niveaux, et il est percé de grandes portes. Il se compose d’une série de pièces, dont celles du rez-de-chaussée étaient destinées au stockage des armes et munitions. Le reste de la médina a été construit bien après.
Sa descendante Claude Cornut (1913-1999), anthropologue spécialisée dans les sociétés coloniales, fut longtemps institutrice à l'école française de Mazagan (aujourd'hui El-Jadida), autre cité fortifiée du littoral marocain.